# Pavel Čermák
Pavel Čermák (* 14. května 1989 v Mostě) je český fotbalový obránce, momentálně působící v týmu Bischofswerdaer FV 08.

## Klubová kariéra
Svou fotbalovou kariéru začal v SFK Meziboří, odkud přestoupil v průběhu mládeže do Mostu a později do Teplic.

### FK Baník Most
V roce 2007 se vrátil do Mostu, kde působil rok. Za klub během této doby odehrál celkem 7 prvoligových utkání, ve kterých se gólově neprosadil.

### FK Viktoria Žižkov
V létě 2008 podepsal kontrakt s týmem FK Viktoria Žižkov. V sezoně 2011/12 s mužstvem postoupil do nejvyšší soutěže, odkud klub po roce sestoupil zpět do 2. ligy. Dohromady dal 4 góly v 67 zápasech.

### 1. FK Příbram (hostování)
V zimním přestupovém období ročníku 2009/10 odešel na hostování do Příbrami. V celku působil půl roku a během této doby neodehrál žádný zápas.

### FK Senica
V létě 2013 se stal hráčem slovenské Senice, kde podepsal dvouletý kontrakt s následnou opcí. Tým se stal hráčovým prvním zahraničním angažmá. Ve slovenské nejvyšší soutěži za Senici debutoval v ligovém utkání 13. července 2013 proti FC Spartak Trnava (výhra Senice 2:1), odehrál celý zápas. V roce 2014 hostoval v Hradci Králové. Poté se vrátil zpět do Senice. 14. května 2015 v týmu společně s Tomášem Kóňou, Lukášem Opielou a Tomášem Majtánem předčasně skončil.

### FC Hradec Králové (hostování)
V lednu 2014 zamířil na roční hostování s opcí do Hradce Králové. V druholigové sezoně 2013/14 postoupil s Hradcem Králové do nejvyšší soutěže. Za klub odehrál celkem 16 utkání, ve kterých vsítil jednu branku.

### FSV Budissa Bautzen
Před sezonou 2015/16 přestoupil do německého týmu FSV Budissa Bautzen, kde podepsal roční kontrakt. V té době v klubu působilo mnoho českých fotbalistů (bratři Jakub Jakubov a Alexander Jakubov, Petr Králíček, Pavel Patka a Karel Vrabec).

### Klubové statistiky
Aktuální k 8. červnu 2015
| Sezona  | Klub                      | Soutěž         | Zápasy | Góly |
| ------- | ------------------------- | -------------- | ------ | ---- |
| 2007/08 | FK Baník Most             | Gambrinus liga | 7      | 0    |
| 2008/09 | FK Viktoria Žižkov        | Gambrinus liga | 1      | 0    |
| 2009/10 | FK Viktoria Žižkov        | 2. liga        | 0      | 0    |
| 2009/10 | 1. FK Příbram (host.)     | Gambrinus liga | 0      | 0    |
| 2010/11 | FK Viktoria Žižkov        | 2. liga        | 25     | 0    |
| 2011/12 | FK Viktoria Žižkov        | Gambrinus liga | 15     | 1    |
| 2012/13 | FK Viktoria Žižkov        | 2. liga        | 26     | 3    |
| 2013/14 | FK Senica                 | Corgoň liga    | 12     | 0    |
| 2013/14 | FC Hradec Králové (host.) | 2. liga        | 11     | 1    |
| 2014/15 | FC Hradec Králové (host.) | Synot liga     | 5      | 0    |
| 2014/15 | FK Senica                 | Fortuna liga   | 4      | 0    |